# 白石町立有明東小学校
白石町立有明東小学校（しろいしちょうりつ ありあけひがししょうがっこう）は佐賀県杵島郡白石町大字牛屋にある公立小学校。

## 概要
歴史
1875年（明治8年）「牛屋小学校」として創立。数回の改組・改称を経て、現校名になったのは2005年（平成17年）。2025年（令和7年）には創立150周年を迎える。
校訓
「誠」
校章
太陽と海の絵を背景にして、中央に校名の略称である「東小」の文字（縦書き）を配している。
校歌
1920年（大正9年）制定。作曲は山本寿による。歌詞は2番まであり、2番の歌詞中に校名の一部である「有明」が登場する。
校区
杵島郡白石町のうち、「牛屋・新明」。中学校区は白石町立白石中学校。

## 沿革
- 1875年（明治8年）1月 -　西光寺西の民家を校舎として、「牛屋・横手二ヶ村組合立 牛屋小学校」が創立。
- 1878年（明治11年）1月 - 牛屋村と横手村の組合を解消し、「牛屋小学校」とは別に、権現社北側の民家を校舎として「横手小学校」が創立。
- 1881年（明治14年）4月 - 校舎を新築の上、「公立中等牛屋小学校」に改称。
- 1886年（明治19年）4月 - 小学校令施行により、尋常科（4年制）を設置の上、「尋常牛屋小学校」に改称。横手小学校を統合の上、横手分教場とする。尋常錦浦小学校に十二ヶ村組合立高等東郷小学校が併設される。
- 1889年（明治22年）
  - 4月1日 - 町村制施行により、杵島郡2村（牛屋、横手）が合併し、南有明村が発足。
  - 5月 - 「尋常南有明小学校」に改称。
- 1892年（明治25年）4月 - 「南有明尋常小学校[1]」に改称。高等東郷小学校は白石高等小学校に改称。
- 1893年（明治26年）- 「十二ヶ村組合立福富高等小学校」（2年制）が尋常福富小学校に併置される。高等科3・4年生に関しては白石高等小学校へ委託。
- 1899年（明治32年）- 四ヶ村（竜王・錦江・南有明・北有明）組合立錦浦高等小学校が南有明村に開校。
- 1900年（明治33年）9月 - 錦浦高等小学校の廃止により、高等科を併置の上、「南有明尋常高等小学校」に改称。
- 1908年（明治41年）4月 - 改正小学校令により、尋常科（義務教育）が6年制、高等科が2～3年制に変更となる。
- 1920年（大正9年）
  - 1月 - 校歌を制定。
  - 10月 -  農業補習学校が併置される。
- 1923年（大正12年）- 農業補習学校に女子部が設置される。
- 1926年（大正15年）- 併置の農業補習学校が青年訓練所充当となる。
- 1935年（昭和10年）- 併置の農業補習学校が青年学校となる。
- 1941年（昭和16年）4月1日 - 国民学校令施行により、「南有明村国民学校」に改称。尋常科を初等科に改める。
- 1947年（昭和22年）4月1日 - 学制改革が行われる。
  - 南有明村国民学校の初等科は、新制小学校「南有明村立南有明小学校」に改組・改称。
  - 南有明村国民学校の高等科は青年学校の普通科とともに、新制中学校「南有明村立南有明中学校」に改組され、小学校に併置される。
- 1955年（昭和30年）9月30日 - 南有明村が有明村に編入されたことにより、「有明村立有明東小学校」に改称。
- 1956年（昭和31年）9月1日 - 有明村横手のうち大井地区が白石町に編入されたことにより、該当地区の児童が白石町立北明小学校へ転出。
- 1957年（昭和32年）
  - 4月 - 干拓分校を設置。干拓地内青年隊舎を校舎とし、干拓入植者1～4年の児童を収容。
  - 12月 - 干拓分校の校舎が完成。
- 1959年（昭和34年）8月 - プールが完成。
- 1961年（昭和36年）3月 - 完全給食を開始。
- 1962年（昭和37年）
  - 4月1日 - 有明村立中学校3校（有明東・有明南・有明西）が統合の上、「有明村立有明中学校」が開校。統合校舎完成までの間、旧・有明東中の校舎は「東校舎」として存続。
  - 10月1日 - 町制施行により「有明町立有明東小学校」に改称。
- 1964年（昭和39年）9月 - 有明中学校の統合校舎が完成したため、東校舎は廃止の上、小学校に移管される。
- 1975年（昭和50年）- 創立100周年記念式典を挙行。
- 1976年（昭和51年) - 干拓分校を新明分校に改称[3]。
- 1987年（昭和62年）3月 - 鉄筋コンクリート造3階建ての新校舎が完成。新明分校を廃止。
- 2005年（平成17年）1月1日 - 3町合併により、「白石町立有明東小学校」（現校名）に改称。
- 2024年（令和6年）3月 - 白石町立有明中学校の閉校により、中学校区が白石町立白石中学校となる。
- 2026年（令和8年）4月 - 有明地区小学校3校（有明東・有明南・有明西）が統合の上、「白石町立有明小学校」が旧・有明中の校舎・校地に新設される（予定）[4][5][6]。

## 交通
最寄りの鉄道駅
- JR九州 長崎本線 「肥前竜王駅」

最寄りの幹線道路
- 国道444号 「有明干拓入口」交差点

## 周辺
- 白石警察署南有明警察官駐在所
- 牛屋東分農村公園
- 松土居跡
- 牛屋簡易郵便局

## 参考資料
- 「有明町史」（1969年（昭和44年）9月15日, 有明町）p.216～p.225
- 「白石町立小学校再編計画 (PDF) 」（2023年（令和5年）6月） - 白石町ウェブサイト

## 関連事項
- 佐賀県小学校一覧